# Vladimír Mařádek
Vladimír Mařádek (19. dubna 1920, Zlatníky – 5. března 1972, Opava) byl opavský učitel a předseda opavského Místního, později Ústředního národního výboru.

## Životopis
Vladimír Mařádek byl prvním synem Theodora a Antonie Mařádkových. Jeho otec byl dělníkem v milostovickém zemědělském družstvu, matka, rozená Solnická, byla dcerou zlatnického mlynáře. Po absolvování měšťanské školy, začal roku 1934 studovat na opavském učitelském ústavu. Studium kvůli německému záboru města dokončil 22. června 1939 v Ostravě.

### Učitelská činnost
Po studiích se věnoval učitelské praxi. Jeho prvním zaměstnavatelem byla škola v Ostravě–Hladnově. Od 1. února 1942 byl nuceně nasazený v Koksovně Karolina. I během okupace vykonával povolání učitele na škole v Hladnově, později v Heřmanicích.
Po válce se přestěhoval do Opavy, kde dále vyučoval a kromě toho byl 30. června 1946 zvolen předsedou Národního výboru za Československou stranu národně sociální. Z funkce předsedy Národního výboru a z pozice učitele na měšťanské škole v Opavě–Kylešovicích byl v březnu 1948 odvolán. Důvodem k odvolání byl jeho odmítavý postoj ke zřízení Akčního výboru Národní fronty v Opavě. Následovalo policejní vyšetřování, ovšem žádná trestná činnost mu nebyla prokázána, a proto po roce mohl opět vyučovat. Mezi lety 1948 a 1949 vykonal v Brně učitelské zkoušky, které mu umožňovaly vyučovat češtinu, tělesnou výchovu a kreslení také na středních školách. Kvůli svým politickým postojům však mohl nadále učit pouze na školách národních.

### Činnost ve spolcích
Od roku 1931 do jeho zrušení roku 1951 byl členem Junáka. Podílel se také na obnově tohoto spolku v roce 1968. V letech 1951 – 1967 jezdil jako vedoucí do pionýrského tábora v Hradci nad Moravicí, posléze do roku 1970 jezdil na tábory svého přítele Otakara Vavrečky jako zástupce vedoucího tábora. Na téma táboření a výchovy napsal také několik knih.
Počínaje rokem 1949 začal zpívat jako druhý tenor Pěveckého sdružení slezských učitelů, kde mezi lety 1954 a 1966 zastával funkci předsedy a kronikáře. Aktivně rozvíjel také opavské loutkové divadlo. V letech 1949 – 1962 byl vedoucím jednoho ze tří tehdejších loutkohereckých souborů, napsal nebo adaptoval pro podmínky v Opavě několik her. Kromě toho byl také divadelním režisérem, hercem, technologem, výtvarníkem, vodičem, výrobcem a mluvčím loutek.
Vladimír Mařádek zemřel v Opavě 5. března 1972. Od roku 1990 nese jeho jméno jedna z opavských ulic.